# Senza chiedere permesso
Senza chiedere permesso è un singolo del cantautore italiano Alex Wyse, pubblicato il 30 aprile 2022 come terzo estratto dal primo EP Non siamo soli.

## Descrizione
Il brano, scritto da Alfredo Rapetti, in arte Cheope, Federica Abbate, Francesco Catitti, in arte Katoo, e Michele Bravi, è prodotto da Katoo e ha anticipato l'uscita dell'EP Non siamo soli, uscito il 10 giugno 2022.

## Promozione
Il brano è stato presentato in anteprima nel corso della ventunesima edizione del talent show Amici di Maria De Filippi.

## Tracce
Testi e musiche di Alfredo Rapetti, Federica Abbate, Francesco Catitti e Michele Bravi.
1. Senza chiedere permesso – 2:51

## Classifiche
| Classifica (2022) | Posizione massima |
| ----------------- | ----------------- |
| Italia            | 88                |